# ای‌مور
ای‌مور (به لاتین: Eymur) یک منطقه مسکونی در جمهوری آذربایجان است که در شهرستان آق‌داش واقع شده است. ای‌مور ۹۵۳ نفر جمعیت دارد.